# Rio Little Colorado
O rio Little Colorado (tradução em português: "Pequeno Colorado", a palavra colorado significa "vermelho" em espanhol), em inglês: Little Colorado River, é um dos principais afluentes do rio Colorado, com 544 km de comprimento, situado no estado do Arizona, nos Estados Unidos da América.

## Geografia
O Little Colorado nasce no leste do Arizona, a sudeste do município de Apache, e corre em direção ao noroeste, através de uma série de desfiladeiros profundos. O Little Colorado conflui com o rio Colorado no Grand Canyon e mistura as suas águas de cor turquesa com a água barrenta do Colorado. É a presença maciça dos compostos químicos que dá a este rio uma extraordinária cor azul durante a estação seca.
O seu caudal médio é de 150 m³/s, mas é muito irregular ao longo do trajeto.

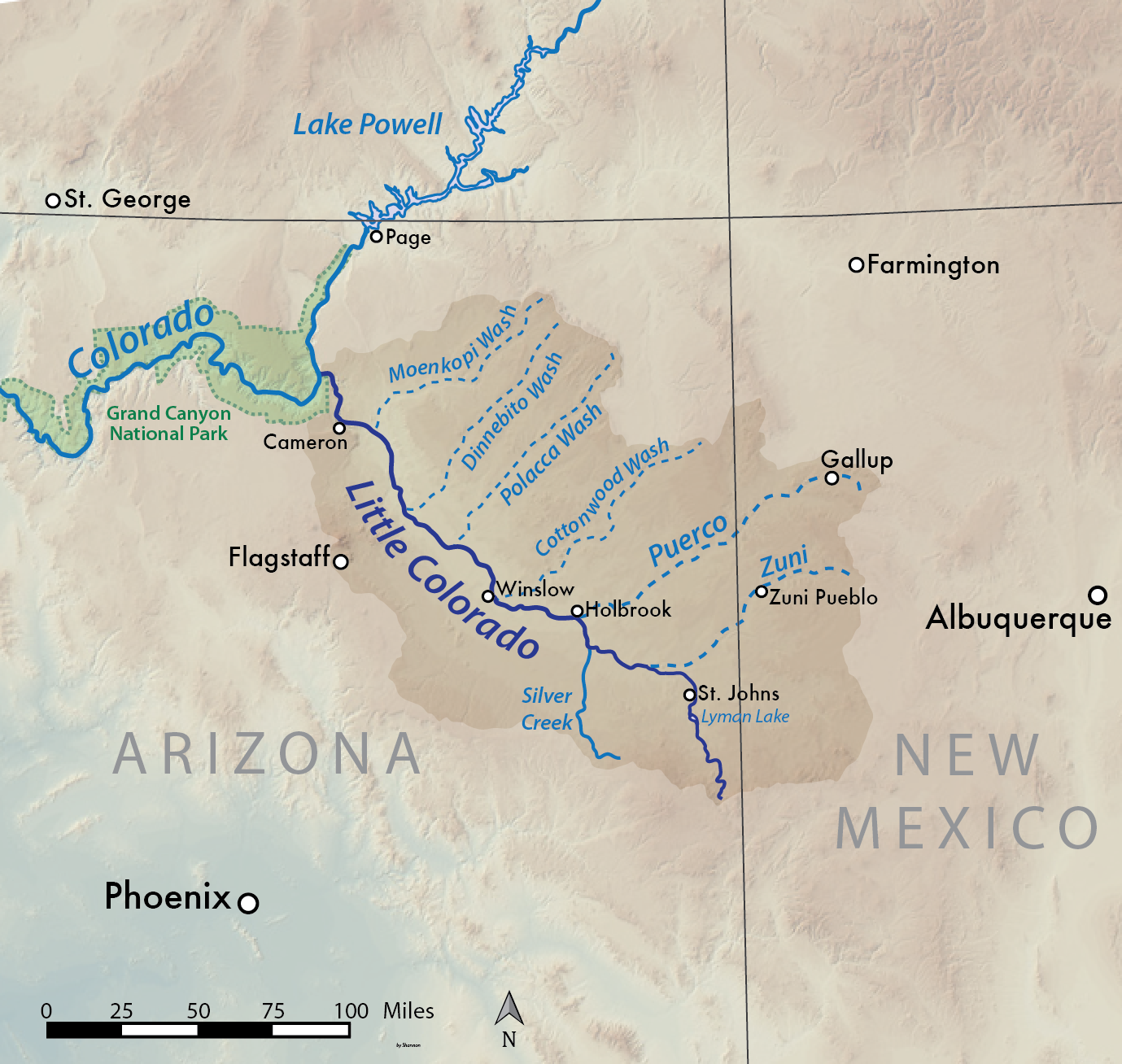
Mapa da bacia do rio Little Colorado